# Барылас
Барылас (якут. Барылас) — село в Верхоянском улусе Якутии России. Административный центр и единственный населённый пункт Барыласского наслега.

## География
Село находится в арктической части Якутии, на берегу реки Сартанг, на расстоянии 502 километров от административного центра улуса — посёлка Батагай.
Уличная сеть
- улица Портовская;
- улица Речная;
- улица Центральная.

Климат
Климат характеризуется как резко континентальный, с продолжительной морозной малоснежной зимой и коротким прохладным летом. Средняя температура воздуха самого тёплого месяца (июля) составляет 16-17 °C; самого холодного (января) — −38 −48 °C. Среднегодовое количество атмосферных осадков составляет 150—300 мм. Снежный покров держится в течение 215—235 дней в году.

## История
Медицинский пункт начал свою работу с 1956 года.
Основан в 1961 году. В том же году образовался Верхоянский совхоз, открыт Дом культуры, продовольственный магазин.
В 1969 году начал работу авиапорт.
В 1980 году открыт детский сад. Школа открылась в 1986 году, обучали с 1 по 9 классы. С 1994 года в школе остались только начальные классы. Сегодня работает школа-сад, где обучается 18 детей..
В 1982 году в селе появилось первое телевидение.
С 1987 по 1996 года непрерывно работала пекарня.
Согласно Закону Республики Саха (Якутия) от 30 ноября 2004 года N 173-З N 353-III село возглавило образованное муниципальное образование Барыласский наслег.
В 2017 году заработала мобильная связь.

## Население
| 2002 | 2010 | 2012 | 2013 | 2014 | 2015 | 2016 | 2017 | 2018 | 2019 | 2020 |
| ---- | ---- | ---- | ---- | ---- | ---- | ---- | ---- | ---- | ---- | ---- |
| 90   | ↗103 | →103 | ↘100 | ↘99  | ↘98  | ↘94  | ↗101 | ↗105 | ↘99  | ↘95  |
| 2021 |      |      |      |      |      |      |      |      |      |      |
| ↘91  |      |      |      |      |      |      |      |      |      |      |

Национальный состав
Большинство жителей якуты.
Согласно результатам переписи 2002 года, в национальной структуре населения якуты составляли 97 % из 90 чел.

## Инфраструктура
Дизельная электростанция Верхоянских электрических сетей АО «Сахаэнерго».
Сотовую связь обеспечивает МТС.
Клуб, Барыласская средняя неполная школа, учреждения здравоохранения и торговли.
Оленеводство и коневодство, рыбный и пушной промыслы.

## Транспорт
Зимой почтово-пассажирская связь осуществляется наземным путем (автомобилем), летом верховой ездой или авиацией (вертолетом).